# Kazuki Kozuka
Kazuki Kozuka (小塚 和季 Kozuka Kazuki?), född 2 augusti 1994 i Niigata prefektur, är en japansk fotbollsspelare som spelar för Kawasaki Frontale.

## Karriär
Kozuka började sin karriär 2013 i Albirex Niigata. Efter Albirex Niigata spelade han för Renofa Yamaguchi, Ventforet Kofu och Oita Trinita. I januari 2021 värvades Kozuka av Kawasaki Frontale.